# Југославија на Зимским олимпијским играма 1980.
Југославија (СФРЈ) је на тринаесте ЗОИ послала 15 својих спортиста од којих 11 мушких и 4 женска представника. Ово је било једанаесто учешће Југословенских спортиста на Зимским олимпијским играма. Игре су одржане 1980. године у Лејк Плесиду, САД. 
Југословенски представници су се такмичили у нордијском дисциплинама, алпском скијању, скијашким скоковима, биатлону и по први пут у уметничком клизању. Као и на десет претходних олимпијада, југословенски спортисти нису освојили ни једну медаљу. Најбољи пласман остварио је Бојан Крижај, освојивши 4. место у велеслалому, у конкуренцији од 78 такмичара. Крижају је недостајало две стотинке па да освоји трећу позицију и освоји бронзану медаљу, прву медаљу за Југославију на Зимским олимпијским играма.

## Алпско скијање
| Спортиста    | Дисциплина     | Поз.  | Резултат                         |
| ------------ | -------------- | ----- | -------------------------------- |
| Јуре Франко  | велеслалом (м) | 12.   | 2.44,63 (+3,89) 1.21,50+1.23,13  |
| Бојан Крижај | велеслалом (м) | 4.    | 2.42,53 (+1,79) 1.21,28+1.21,25  |
| Бојан Крижај | слалом (м)     | дкв-1 | дисквалификован трка 1           |
| Јоже Куралт  | велеслалом (м) | нзт-2 | без резултата, трка 2            |
| Јоже Куралт  | слалом (м)     | 13.   | 1.47,99 (+3,73) 55,05+52,94      |
| Борис Стрел  | велеслалом (м) | 8.    | 2.43,24 (+2,50) 1.21,45+1.21,79  |
| Борис Стрел  | слалом (м)     | нзт-2 | без резултата, трка 2            |
| Јанез Зиблер | слалом (м)     | нзт-1 | без резултата, трка 1            |
| Метка Јерман | велеслалом (ж) | 20.   | 2.49,21 (+7,55) 1.18,79+1.30,42  |
| Метка Јерман | слалом (ж)     | нзт-1 | без резултата, трка 1            |
| Нуша Томе    | велеслалом (ж) | 23.   | 2.49,72 (+8,06) 1.18,78+1.30,94  |
| Нуша Томе    | слалом (ж)     | нзт-1 | без резултата, трка 1            |
| Ања Завадлав | велеслалом (ж) | 26.   | 2.52,06 (+10,40) 1.20,54+1.31,52 |
| Ања Завадлав | слалом (ж)     | нзт-1 | без резултата, трка 1            |

## Биатлон
| Спортиста     | Дисциплина | Пласман | Резултат                                       |
| ------------- | ---------- | ------- | ---------------------------------------------- |
| Марјан Бургар | 10 km (м)  | 38.     | 37.37,74 (+5.27,05) пен.: 4 (1 / 3)            |
| Марјан Бургар | 20 km (м)  | 35.     | 1:20.11,68 (+11.55,37) пен.: 6 (0 / 4 / 0 / 2) |

## Уметничко клизање
| Спортиста       | Дисциплина | Пласман | Резултат               |
| --------------- | ---------- | ------- | ---------------------- |
| Санда Дубравчић | жене       | 11.     | по. 100,0; 170,3 поена |

## Скијашко трчање
| Спортиста    | Дисциплина | Пласман | Резултат               |
| ------------ | ---------- | ------- | ---------------------- |
| Иво Чарман   | 15 km (м)  | 41.     | 45.14,32 (+3.16,69)    |
| Иво Чарман   | 30 km (м)  | 33.     | 1:34.09,59 (+7.06,79)  |
| Тоне Ђуричич | 15 km (м)  | 46.     | 47.38,45 (+5.40,82)    |
| Тоне Ђуричич | 30 km (м)  | 46.     | 1:38.46,90 (+11.44,10) |

## Скијашки скокови
| Спортиста     | Дисциплина | Поз. | Резултат                                         |
| ------------- | ---------- | ---- | ------------------------------------------------ |
| Бране Бенедик | 70 m (м)   | 45.  | 149,6 поена 71,4 п. (62,0 m) + 78,2 п. (67,5 m)  |
| Бране Бенедик | 90 m (м)   | 49.  | 138,3 поена 60,5 п. (77,0 m) + 77,8 п. (84,0 m)  |
| Богдан Норчич | 70 m (м)   | 48.  | 124,6 поена 50,7 п. (55,0 m) + 73,9 п. (62,0 m)  |
| Богдан Норчич | 90 m (м)   | 38.  | 187,4 поена 84,5 п. (87,0 m) + 102,9 п. (98,0 m) |
| Миран Тепеш   | 70 m (м)   | 44.  | 171,6 поена 78,3 п. (66,0 m) + 93,3 п. (71,0 m)  |
| Миран Тепеш   | 90 m (м)   | 40.  | 184,4 поена 96,1 п. (96,0 m) + 88,3 п. (89,0 m)  |